# 6063 Jason
6063 Jason eller 1984 KB är en asteroid i huvudbältet som upptäcktes den 27 maj 1984 av det amerikanska astronom paret Eugene M. och Carolyn S. Shoemaker vid Palomar-observatoriet. Den är uppkallad efter hjälten Jason i den grekiska mytologin.
Asteroiden har en diameter på ungefär 1 kilometer och den tillhör asteroidgruppen Apollo.